# 12e sessie van de Commissie voor het Werelderfgoed

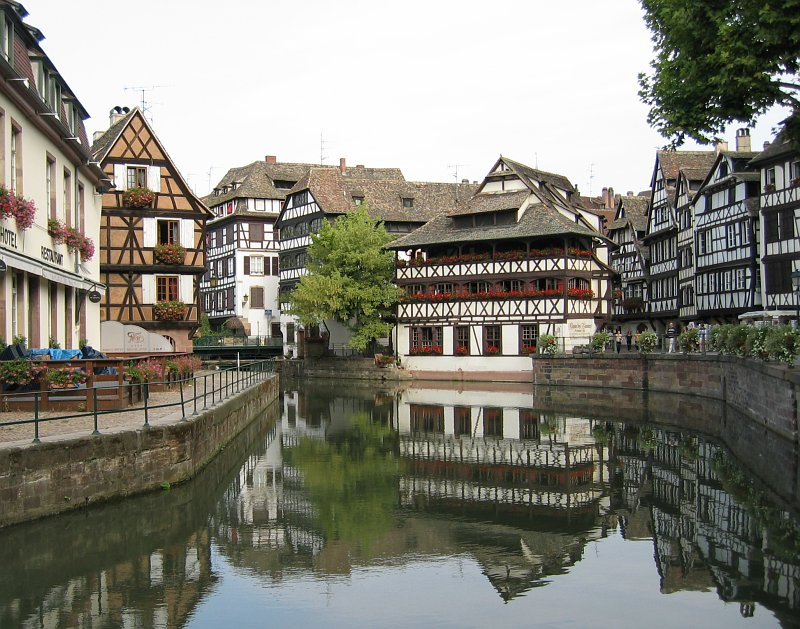
Grande Île (Straatsburg)

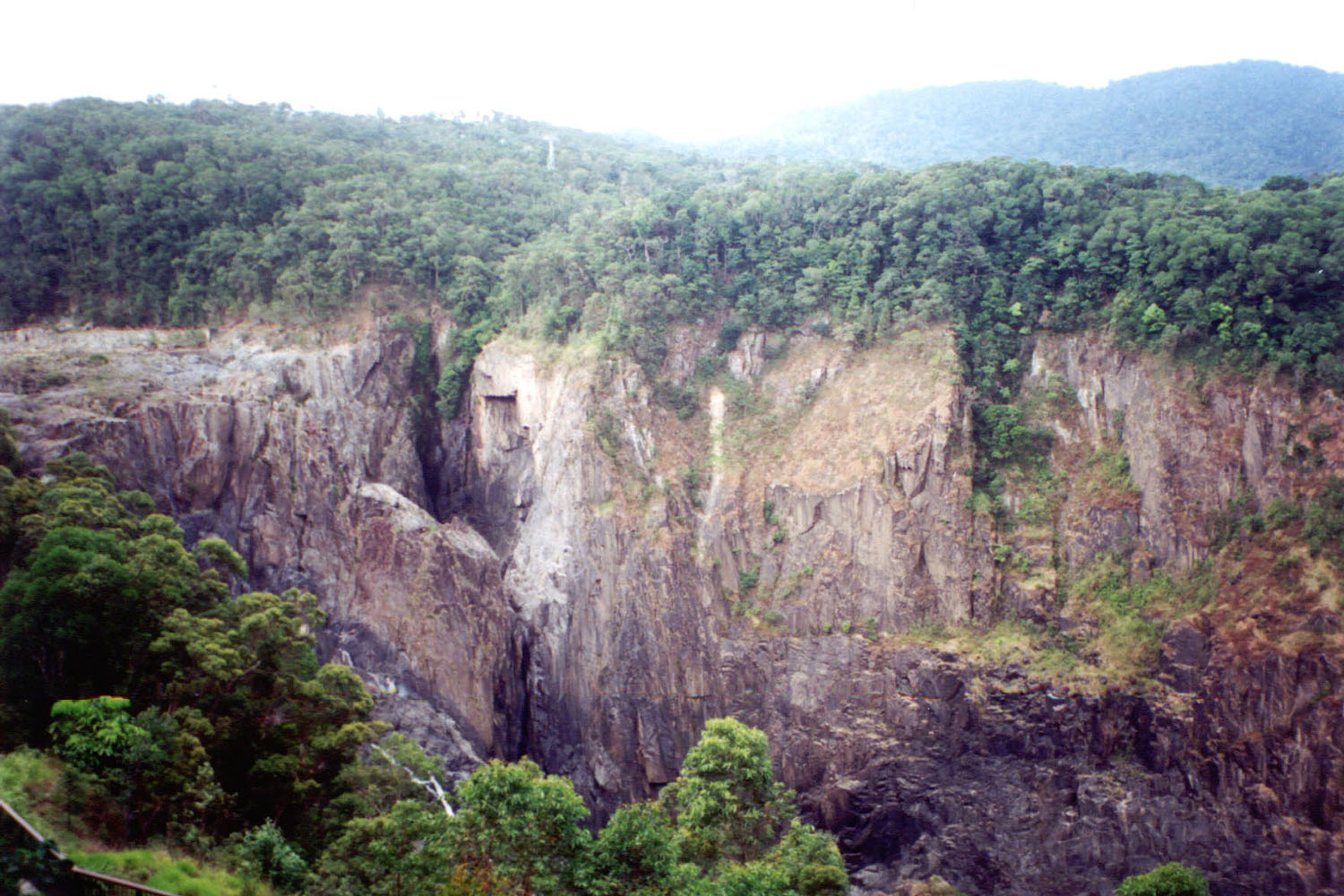
Wet tropics of Queensland

De 12e sessie van de Commissie voor het Werelderfgoed van UNESCO vond van 5 december tot 9 december 1988 plaats in Brasilia in Brazilië. Er werden 27 nieuwe omschrijvingen aan de werelderfgoedlijst toegevoegd. Hiervan waren 19 dossiers met betrekking tot cultureel erfgoed, 3 met betrekking tot gemengd erfgoed en 5 met betrekking tot natuursites. Op de lijst van bedreigd werelderfgoed of rode lijst werd een locatie toegevoegd maar kon ook een locatie terug verwijderd worden. Het totale aantal inschrijvingen komt hiermee op 314 (230 cultureel erfgoed, 14 gemengde omschrijvingen en 70 natuurlijk erfgoed).

## Wijzigingen in 1988
In 1988 zijn de volgende locaties toegevoegd:

### Cultureel erfgoed
- Cuba: Trinidad en Valle de los Ingenios
- Frankrijk: Straatsburg: Grande-Île
- Griekenland: Vroeg-christelijke en byzantijnse monumenten in Thessaloniki
- Griekenland: Heiligdom van Asklepios in Epidaurus
- Griekenland: Middeleeuwse stad Rhodos
- Mali: Oude steden van Djenné
- Mali: Timboektoe
- Mexico: Historische stad Guanajuato en aangrenzende mijnen
- Mexico: Precolumbiaanse stad Chichén Itzá
- Oman: Archeologische plaatsen Bat, Al-Khutm en Al-Ayn
- Peru: Historisch centrum van Lima (uitgebreid in 1991)
- Spanje: Oude stad Salamanca
- Sri Lanka: Heilige stad Kandy
- Sri Lanka: Oude stad Galle en vestingwerken
- Tunesië: Medina van Sousse
- Tunesië: Kairouan
- Turkije: Xanthos-Letoon
- Verenigd Koninkrijk: Tower of London
- Verenigd Koninkrijk: Canterbury Cathedral, St Augustine's Abbey en St. Martin's Church

### Gemengd erfgoed
- Griekenland: Berg Athos
- Griekenland: Meteora
- Turkije: Hierapolis Pamukkale

### Natuurerfgoed
- Australië: Tropisch regenwoud van Queensland
- Centraal-Afrikaanse Republiek: Nationaal park Manovo-Gounda St. Floris
- India: Nationale parken Nanda Devi en Bloemenvallei (uitgebreid in 2005)
- Sri Lanka: Woudreservaat Sinharaja
- Verenigd Koninkrijk: Henderson-eiland

### Uitbreidingen
In 1988 zijn geen locaties uitgebreid.

### Verwijderd van de rode lijst
In 1988 werd een locatie verwijderd van de rode lijst:
- Nationaal vogelreservaat Djoudj in Senegal (stond op rode lijst sinds 1984)

### Toegevoegd aan de rode lijst
In 1988 werd een locatie toegevoegd aan de rode lijst.
- Fort Bahla in Oman (op rode lijst tot 2004)

1977 · 
1978 · 
1979 · 
1980 · 
1981 · 
1982 · 
1983 · 
1984 · 
1985 · 
1986 · 
1987 · 
1988 · 
1989 · 
1990 · 
1991 · 
1992 · 
1993 · 
1994 · 
1995 · 
1996 · 
1997 · 
1998 · 
1999 · 
2000 · 
2001 · 
2002 · 
2003 · 
2004 · 
2005 · 
2006 · 
2007 · 
2008 · 
2009 · 
2010 · 
2011 · 
2012 · 
2013 · 
2014 · 
2015 · 
2016 · 
2017 · 
2018 · 
2019 · 
2020-2021 ·
2022-2023 ·
2024 ·
2025